# Gardiner (Nueva York)
Gardiner es un pueblo ubicado en el condado de Ulster en el estado estadounidense de Nueva York. En el año 2000 tenía una población de 5,238 habitantes y una densidad poblacional de 45.6 personas por km².

## Geografía
Gardiner se encuentra ubicado en las coordenadas 41°40′48.1″N 74°9′0.89″O / 41.680028, -74.1502472. Según la Oficina del Censo, la ciudad tiene un área total de 116 km² (44,8 mi²), de la cual 0 km² (0 mi²) es tierra y 12 km² (4,6 mi²) (0%) es agua.

## Demografía
Según la Oficina del Censo en 2000 los ingresos medios por hogar en la localidad eran de $54,432, y los ingresos medios por familia eran $62,750. Los hombres tenían unos ingresos medios de $40,964 frente a los $29,474 para las mujeres. La renta per cápita para la localidad era de $25,091. Alrededor del 7.4% de la población estaban por debajo del umbral de pobreza.